# 托勒 (奇里基省)
托勒是巴拿马奇里基省托莱区的一个城市。该市面积为76.9平方（29.7平方英里），2010年时人口为3,240，故其人口密度为42.1名居民每平方（109名居民每平方英里）。 1990年时人口为5,292，2000年时人口为3,156。